# Schiedea adamantis
Schiedea adamantis е вид растение от семейство Карамфилови (Caryophyllaceae). Видът е критично застрашен от изчезване.

## Разпространение
Разпространен е в САЩ.